# George Murray (6e duc d'Atholl)
Pour les articles homonymes, voir George Murray et Murray.
George Augustus Frederick John Murray, 6e duc d'Atholl, (20 septembre 1814 - 16 janvier 1864) est un pair écossais et un franc-maçon.

## Biographie
Né à Great Cumberland Place, Londres, il est le fils de James Murray (1er baron Glenlyon), deuxième fils de John Murray (4e duc d'Atholl), et de son épouse, Lady Emily Frances Percy, deuxième fille de Hugh Percy (2e duc de Northumberland). Il succède à son père comme baron en 1837 et son oncle John Murray (5e duc d'Atholl) comme duc en 1846. Murray sert dans l'armée britannique et est lieutenant des 2e Dragoon Guards, prenant sa retraite en 1840.
Il devient lieutenant-adjoint du Perthshire en 1846 et est investi comme chevalier du chardon en 1853. En tant que Lord Glenlyon, il fonde les Atholl Highlanders en 1839 comme sa garde du corps personnelle. Le 30 août de la même année, il assiste au tournoi du comte d'Eglinton à Ayrshire sous le nom de "Le chevalier du Gaël", accompagné d'une suite de ses Highlanders . En 1844, lorsque la reine Victoria séjourne au château de Blair, les Atholl Highlanders assurent la garde de la reine. Elle est si impressionnée par leur participation qu'elle ordonne qu'on leur présente des couleurs, ce qui leur confère le statut officiel de régiment britannique.
Le 29 octobre 1839, il épouse Anne Home-Drummond, fille de Henry Home-Drummond. Il meurt en 1864, à l'âge de 49 ans, d'un cancer du cou. Son fils unique, John lui succède.
Il est 66e grand maître de la Grande Loge d’Écosse de 1843 à 1863.